# Zodiaco occidental

En el zodiaco occidental o tropical, la eclíptica se divide en doce partes iguales de 30 grados a partir del punto Aries, generando los doce signos astrológicos tradicionales

El zodiaco occidental o tropical («zodiaco» puede escribirse con o sin acento ortográfico) es la división de la eclíptica en doce partes iguales de 30 grados que se realiza, según la astrología occidental, para determinar los doce signos zodiacales tradicionales.
Las doce divisiones de 30 grados inician y terminan en el punto Aries. Por lo anterior, las fechas en las que el Sol está dentro de los límites de una constelación astronómica no corresponden a las fechas en las que está dentro de los límites de un signo astrológico en la astrología occidental.

## Origen del nombre
Se utiliza el nombre de «zodiaco tropical» para diferenciarlo del zodiaco sideral. El primero se basa en las estaciones mientras que el segundo, en las constelaciones. En el zodíaco tropical, el inicio del primer signo astrológico, Aries, coincide con el equinoccio de marzo (marcando el inicio de la primavera en el hemisferio norte y el otoño en el hemisferio sur), que puede caer entre el 19 y el 21 de dicho mes cada año. El inicio del zodíaco occidental entonces coincide con el punto Aries o punto vernal. En ese momento, el Sol transita sobre un punto de la eclíptica en donde pasa del hemisferio celeste sur al hemisferio celeste norte.
La astrología védica es un sistema astrológico oriental basado en el zodíaco sideral.

## Historia
La astrología occidental tiene sus orígenes durante los tiempos precristianos en Babilonia y en el antiguo Egipto. En la astrología moderna occidental son reconocibles las bases y principios de interpretación así como también los cálculos, que son heredados de la astrología helenística que a su vez los heredó de la grecoegipcia Alejandría. Es a partir de ese entonces que surge la astronomía como un sistema de observación y detección matemática del cielo libre de interpretaciones, manteniéndose durante mucho tiempo como una ciencia auxiliar de la astrología de Rochberg-Halton.
El ordenamiento del zodíaco occidental fue realizado en Mesopotamia durante el Imperio caldeo, alrededor del 500 a. C., al añadir al zodíaco de ese entonces (desarrollado siglos antes y compuesto por ocho signos) cuatro nuevos signos, llamados hoy los cardinales: Aries, Cáncer, Libra y Capricornio, configurando de esta manera las 12 divisiones en partes iguales de la rueda de los animales con base en los puntos cardinales del Sol que determinan el inicio de las estaciones; esto es, los momentos que correspondían a los equinoccios (Aries y Libra) y solsticios (Cáncer y Capricornio) en el hemisferio norte.

## Cuadro comparativo de fechas de tres zodíacos
Las fechas del año que se corresponden con los doce signos se muestran en la siguiente tabla que compara las fechas del zodiaco occidental o tropical (Trópicas), zodiaco sideral (Sidéreas) y los tránsitos del Sol sobre las constelaciones (usado por el astrólogo inglés Walter Berg y llamado el zodiaco de 13 signos):
| Nombre español | Nombre en latín | Símbolo | Símbolo     | Fechas astrológicas de los signos | Fechas astrológicas de los signos | Fechas astronómicas (Zodiaco de 13 signos) (en 1996-1997) |
| Nombre español | Nombre en latín | Símbolo | Símbolo     | Zodiaco tropical (Trópicas)       | Zodiaco sideral (Sidéreas)        | Fechas astronómicas (Zodiaco de 13 signos) (en 1996-1997) |
| -------------- | --------------- | ------- | ----------- | --------------------------------- | --------------------------------- | --------------------------------------------------------- |
| Aries          | Aries           | ♈      | Carnero     | 21 de marzo-20 de abril           | 14 de abril-13 de mayo            | 19 de abril-13 de mayo                                    |
| Tauro          | Taurus          | ♉      | Toro        | 21 de abril-20 de mayo            | 14 de mayo-13 de junio            | 14 de mayo-21 de junio                                    |
| Géminis        | Gemini          | ♊      | Gemelos     | 21 de mayo-21 de junio            | 14 de junio-14 de julio           | 22 de junio-20 de julio                                   |
| Cáncer         | Cancer          | ♋      | Cangrejo    | 22 de junio-22 de julio           | 15 de julio-14 de agosto          | 22 de julio-9 de agosto                                   |
| Leo            | Leo             | ♌      | León        | 23 de julio-22 de agosto          | 15 de agosto-14 de septiembre     | 10 de agosto-14 de septiembre                             |
| Virgo          | Virgo           | ♍      | Virgen      | 23 de agosto-22 de septiembre     | 15 de septiembre-15 de octubre    | 15 de septiembre-30 de octubre                            |
| Libra          | Libra           | ♎      | Balanza     | 23 de septiembre-22 de octubre    | 16 de octubre-14 de noviembre     | 31 de octubre-22 de noviembre                             |
| Escorpio       | Scorpius        | ♏      | Escorpión   | 23 de octubre-22 de noviembre     | 15 de noviembre-14 de diciembre   | 23 de noviembre-29 de noviembre                           |
| Ofiuco         | Ophiuchus       | ⛎      | Serpentario | -                                 | -                                 | 30 de noviembre-17 de diciembre                           |
| Sagitario      | Sagittarius     | ♐      | Centauro    | 23 de noviembre-21 de diciembre   | 15 de diciembre-13 de enero       | 18 de diciembre-20 de enero                               |
| Capricornio    | Capricornus     | ♑      | Cabra       | 22 de diciembre-20 de enero       | 14 de enero-12 de febrero         | 21 de enero-16 de febrero                                 |
| Acuario        | Aquarius        | ♒      | Aguador     | 21 de enero-19 de febrero         | 13 de febrero-13 de marzo         | 17 de febrero-11 de marzo                                 |
| Piscis         | Pisces          | ♓      | Peces       | 20 de febrero-20 de marzo         | 14 de marzo-13 de abril           | 12 de marzo-18 de abril                                   |

Las fechas difieren entre el zodiaco occidental o tropical, que toma como referencia los signos zodiacales, y el sideral o astronómico, que toma como referencia las constelaciones zodiacales. De acuerdo al modelo de Ptolomeo, las estrellas de las constelaciones zodiacales están sobre la octava esfera y tienen extensiones diferentes, mientras que los signos zodiacales están en la novena esfera ocupando sectores del mismo tamaño (30°) pues divide a la elíptica en doce partes iguales, debido a la precesión de los equinoccios signos y constelaciones zodiacales, que es con las que se relaciona el zodiaco sideral, se van desplazando entre sí, de forma que en la actualidad las constelaciones zodiacales están adelantadas casi un mes respecto de los signos zodiacales. 
Los signos zodiacales están relacionados con las cuatro estaciones naturales del año, dividiendo cada estación en tres segmentos: el inicial (signos cardinales), el pleno (signos fijos) y el final (signos mutables), es por esta razón que en el zodiaco occidental el paso visual del Sol por las constelaciones no tiene relación con la astrología, ya que cuando fue creado el zodiaco occidental se usaron los nombres de las constelaciones más visibles como referencia para nombrar los doce segmentos. Asimismo, esto explica la razón por la cual Ofiuco no es un signo zodiacal, ya que el signo es la partición y la posición de la tierra con respecto al Sol, no la constelación.
Las fechas astronómicas reales del zodiaco indican la constelación en la que está situado el disco solar (en su totalidad o en parte) en esa época del año, tal y como se observa desde la Tierra. Dichas fechas difieren de las fechas astrológicas sidéreas por varias razones:
1. Como se menciona más arriba, la forma irregular de las constelaciones astronómicas, que hacen que el Sol no pase necesariamente 30/31 días en cada una de ellas.
2. El tamaño del disco solar, que hace que en algunos casos este tarde un día o varios en atravesar el límite entre dos constelaciones (esto es, el Sol puede "estar" en dos constelaciones a la vez).
3. La existencia de husos horarios, que hace que, por ejemplo, pueda ser el día 3 de enero en Japón cuando en México es todavía el día 2.
4. El hecho de que los años bisiestos se intercalen unos años sí y otros no, lo cual puede introducir variaciones (de un día más o menos) entre las fechas de un año y las del siguiente.